# Медицинска географија
Медицинска географија је гранична дисциплина географије. Тесно је повезана са медицином. Бави се проучавањем природних и друштвених услова појединих територија, који утичу на здравље људи, појаву појединих болести, епидемија и сл.
Служи се резултатима из климатологије, хидрологије, али и епидемиологије, паразитологије и др. научних дисциплина.